# Manuel de Guevara Vasconcelos
 Manuel de Guevara y Vasconcelos  (Ceuta, 20 de julio de 1739 - Caracas, 9 de octubre de 1807) fue un político y militar español, gobernador y capitán general de Venezuela que recibió a Alexander von Humboldt cuando este visitó Venezuela. 

## Biografía
Nació el 20 de julio de 1739 en Ceuta, España, hijo de Josef Pedro de Guevara de Vasconcelos y de María del Pilar Pedrajas y Medrano, sirvió, como Dragón, de Edecán a Don Miguel de Irumberri y Balanza, Mariscal del Ejército de Extremadura, en la Invasión española de Portugal de 1762.
En 1770 ingresó junto con su hermano José como caballero en la Orden de Santiago en Ceuta, participó en la invasión del sur de Francia y en la reconquista del Rosellón en 1794, donde resultó prisionero hasta el Tratado de Basilea de 1795.

## Capitán General de Venezuela
El 11 de octubre de 1798 fue nombrado gobernador y capitán general de Venezuela.
Durante su gobierno ordenó la ejecución de José María España el 8 de mayo de 1799.
El 19 de mayo de 1799 se descubrió una conspiración en Maracaibo. Había dos goletas francesas cuyas tripulaciones, formadas principalmente por negros, se habían puesto de acuerdo con Francisco Javier Pirela, teniente de una compañía de Pardos, para apoderarse del gobierno de la ciudad y proclamar la república. Fueron descubiertos y sus cabecillas fueron condenados a presidio.
Por una orden oficial suya en 1802 se acuñaron por primera vez monedas en Venezuela.
Para finales de 1805 le correspondió organizar las defensas de las costas venezolanas, en vista de toda la información detallada de los espías españoles, que le llagaba de la invasión programada por Francisco de Miranda desde Nueva York. Esta expedición de Miranda fracaso el dia 28 de abril de 1806 en las costa de Ocumare, cerca de Choroni.
Don Manuel de Guevara Vasconcelos sufrió una grave enfermedad (posiblemente un ataque de apoplejía) el 5 de octubre de 1807, que le privó de sus facultades. El teniente Juan de Casas asumió interinamente sus cargos. Guevara falleció a los cuatro días y fue sepultado en la iglesia de San Francisco de Caracas.
| Predecesor: Joaquín de Zubillaga | Capitán general de Venezuela 6 de abril de 1799 – 9 de octubre de 1807 | Sucesor: Juan de Casas |